# Hacienda Heights
Hacienda Heights es un lugar designado por el censo ubicado en el condado de Los Ángeles en el estado estadounidense de California. En el año 2000 tenía una población de 53.122 habitantes y una densidad poblacional de 1,802.6 personas por km².

## Geografía
Hacienda Heights se encuentra ubicado en las coordenadas 34°0′2″N 117°58′10″O / 34.00056, -117.96944. Según la Oficina del Censo, la ciudad tiene un área total de 29,5 km² (11,4 mi²), de la cual 29,5 km² (11,4 mi²) es tierra y 0 km² (0 mi²) 0.00% es agua.

## Demografía
Los ingresos medios por hogar en la localidad eran de $41,485, y los ingresos medios por familia eran $44,827. Los hombres tenían unos ingresos medios de $24,238 frente a los $18,563 para las mujeres. La renta per cápita para la localidad era de $21,893. Alrededor del 7.3% de la población estaban por debajo del umbral de pobreza.

## Educación
El Distrito Escolar Unificado Hacienda La Puente gestiona las escuelas públicas que prestan servicios en el área.